# Gorgon (Tomi Shishido)
(Gorgon)
Gorgon, il cui vero nome è Tomi Shishido (とみ・宍戸?, Tomi Shishido), è un personaggio dei fumetti, creato da Mark Millar (testi) e John Romita Jr. (disegni), pubblicato dalla Marvel Comics. La sua prima apparizione avviene in Wolverine (vol. 3) n. 20 (dicembre 2004).
Estremista mutante tra i più letali della Terra, Tomi Shishido è il fondatore del culto della morte chiamato "Alba della Luce Bianca" (Dawn of White Light) ed un membro di grado elevato sia della Mano che dell'HYDRA.

## Biografia del personaggio

### Origini
Nato a Kōbe, Giappone, Tomi Shishido dimostra immediatamente capacità intellettive fuori dal comune: pronuncia le sue prime parole dopo solo due settimane di vita, impara a camminare a tre mesi, compiuto un anno si dimostra in grado di leggere e scrivere perfettamente, a quattro anni diviene uno dei cinque pittori più famosi del Giappone moderno, a sei scrive la sua prima opera e tenta per la seconda volta il suicidio. A dodici anni Tomi ha una relazione con una donna di trentotto, a tredici scopre una formula matematica che prova l'esistenza di Dio e manifesta per la prima volta i suoi poteri mutanti che lo rendono in grado di trasformare in pietra qualunque cosa incontri il suo sguardo, motivo per cui i media lo soprannominano "Gorgon".
Nei quattro anni successivi fonda un culto mutante della morte, l'Alba della Luce Bianca, compiendo numerosi attacchi terroristici in tutto il Giappone e, compiuti i diciotto, uccide tutti i membri della sua famiglia venendo successivamente avvicinato dal leggendario agente dell'HYDRA Kraken che, dicendogli di aver compreso il suo essere e di non volergli negare il suo destino, gli dona la spada "Deicida", fatta forgiare a Efesto da Amatsu-Mikaboshi. Poco dopo Gorgon decide di unirsi alla Mano e, recatosi al loro cospetto, uccide centinaia dei loro ninja a occhi chiusi per poi suicidarsi davanti ad uno dei loro maestri così da dimostrare la sua fedeltà al credo della setta.
Resuscitato tramite un rito occulto, Gorgon ottiene forza, agilità e resistenza sovraumane, nonché la capacità di rigenerare le proprie ferite, inoltre, impressionati dalle sue azioni, gli antichi della Mano lo eleggono capo della setta.

### Wolverine: Nemico pubblico
Unitosi all'HYDRA e divenuto sia agente operativo che guardia del corpo del Barone Wolfgang von Strucker gli viene affidata la missione di catturare Wolverine ed Elektra, ucciderli e farli risorgere come servi dell'organizzazione per dare il via a un colossale piano di sterminio di vari supereroi rianimandoli come assassini ai loro ordini. Contemporaneamente intreccia una relazione con Elsbeth Von Strucker, la moglie centocinquantenaria del barone, assieme alla quale cospira contro di lui riuscendo infine ad ucciderlo e ad ottenere il controllo sia dell'HYDRA che della Mano. Liberatosi dal controllo mentale tuttavia, Wolverine, con l'aiuto di Elektra e dello S.H.I.E.L.D., attacca e distruggere il maggior numero possibile di basi dell'HYDRA, uccidendo Elsbeth e scontrandosi nuovamente con Gorgon che, nel corso del combattimento finale, tenta di pietrificare Logan col suo potere mutante, sebbene questi, estraendo i suoi artigli di adamantio, riesca a rovesciare il potere pietrificante dei suoi occhi sullo stesso Gorgon e, in seguito, lo riduca in pezzi.

### Secret Warriors
Quando il redivivo Barone Strucker riorganizza l'HYDRA assemblando un nuovo consiglio direttivo assieme a Kraken, Hive, Madame Hydra VI e Viper, fa resuscitare Gorgon da un gruppo di preti occulti nominandolo sesto componente della suddetta cerchia. Scoppiata la guerra a tre con Leviathan e le forze di Fury, composte dai Secret Warriors e dagli ex-Howling Commandos, Gorgon, nel corso del suo primo scontro con i giovani protetti dell'ex-direttore dello S.H.I.E.L.D., riesce con una rapidissima stoccata a tranciare entrambe le braccia di Slingshot nonostante la sua velocità supersonica.
In seguito alla sua seconda resurrezione, Gorgon dimostra di aver sviluppato una sorta di cameratismo per i suoi compagni in comando, sebbene verso gli agenti operativi e i servitori rimanga comunque efferato e letale. Adoperatosi come generale di campo nel corso della guerra spionistica, nel corso dell'assalto degli Howling Commandos alla base HYDRA "Hell's Heaven" Gorgon uccide Gabe Jones ed Eric Koenig mentre, quando i Secret Warriors sferrano l'attacco definitivo all'HYDRA nella loro base di Gehenna, Nuova Zelanda, si scontra col giovane Alexander Aaron (Phobos) uccidendolo e prendendo come trofeo la spada brandita da quest'ultimo, "Tagliaerba", in sostituzione della Deicida, andata distrutta nello scontro.
Terminato il conflitto Gorgon e Madame Hydra assumono il comando di quanto rimasto dell'organizzazione.

### H.A.M.M.E.R.
Dopo la fuga di Norman Osborn dal Raft, Gorgon e Madame Hydra decidono, insieme ad una fazione della A.I.M., di allearsi con lui e la sua nuova incarnazione dell'H.A.M.M.E.R., motivo per il quale Gorgon si unisce alla seconda incarnazione dei Vendicatori Oscuri ricoprendo il ruolo di "Wolverine" ma, a seguito della sconfitta di Osborn da parte dei Vendicatori originali, Gorgon e Viper recidono la loro alleanza tornando a guidare indipendentemente l'HYDRA, cui integrano buona parte dell'organico dell'H.A.M.M.E.R..
Dopo aver seminato il panico a Madripoor, Gorgon e la Mano si scontrano con Shang-Chi venendo sconfitti.

## Poteri e abilità
- Sbagliato. Gorgon è così veloce.»
(Dialogo tra Daisy Johnson e Gorgon durante uno scontro)
Gorgon possiede svariati superpoteri sia di natura genetica che soprannaturale: in quanto mutante la sua principale abilità, oltre ad un'intelligenza sovrumana ed alla telepatia, è quella di poter trasformare qualsiasi cosa o persona in pietra semplicemente guardandola, mutazione tanto potente da far sì che l'unico modo in cui possa vedere qualcosa senza pietrificarla sia tenere gli occhi chiusi, coperti con degli occhiali da sole o con una maschera tradizionale giapponese; gli unici immuni all'effetto degli occhi di Gorgon sono le creature divine o semidivine come Phobos e Kraken grazie al suo elmo. Dopo la sua resurrezione ad opera della Mano, Gorgon ha sviluppato capacità fisiche quali forza, agilità e resistenza sovrumane, nonché un fattore rigenerante tanto potente da venire ripetutamente trafitto dagli artigli d'adamantio di Wolverine e precipitare da altezze elevate riprendendosi in pochi istanti.
Gorgon è inoltre un esperto di spionaggio, un fine stratega ed un maestro nel combattimento corpo a corpo, dimostrandosi in grado di sconfiggere con facilità centinaia di ninja della Mano e perfino Elektra. Capace di utilizzare qualsiasi tipo di arma, Gorgon ha una predilezione per le katana e in battaglia brandisce una spada forgiata da Efesto e chiamata "Deicida" (Godkiller), in grado secondo le leggende di uccidere perfino gli dèi, che tuttavia viene distrutta durante lo scontro con Phobos e sostituita dalla "Tagliaerba" (Grasscutter), precedentemente brandita dal giovane semidio.

## Altri media
- Il personaggio compare nel MMORPG Marvel Heroes.
- Gorgon è un personaggio non giocabile in Marvel Puzzle Quest.